# Carrosserie Graber
Die Carrosserie Graber ist ein in Wichtrach (Kanton Bern) ansässiger Schweizer Hersteller von Automobilkarosserien, der zwischen 1926 und 1970 zahlreiche Sonderaufbauten für europäische und amerikanische Fahrgestelle entwarf und produzierte und seitdem nur noch als Karosseriereparaturbetrieb und Importeur tätig ist. Einige von Grabers Kreationen gewannen vor und nach dem Zweiten Weltkrieg Schönheitspreise. Das Unternehmen war bekannt für seine zurückhaltenden, aber gleichwohl eleganten Karosserieentwürfe, die seit den 1950er Jahren konsequent der sogenannten Pontonform folgten und entgegen dem Trend der Zeit weitgehend auf dekorative Details und Ornamente verzichteten. Eine besondere Verbindung bestand zu dem britischen Luxuswagenhersteller Alvis, dessen Fahrgestelle Graber über einen Zeitraum von nahezu zwei Jahrzehnten einkleidete.

## Unternehmensgeschichte

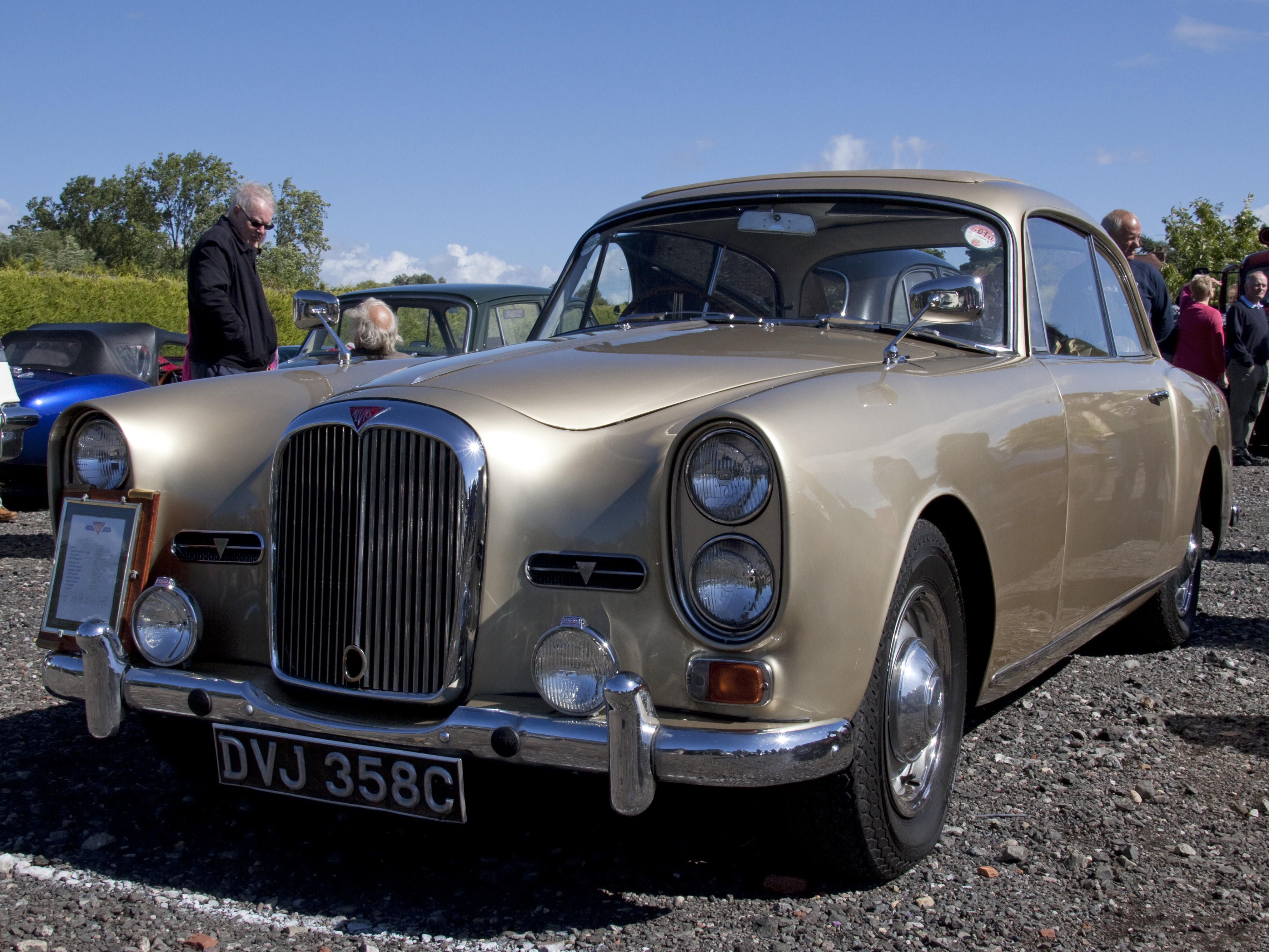
Von Graber entworfen: Die Werkskarosserie des Alvis TE 21

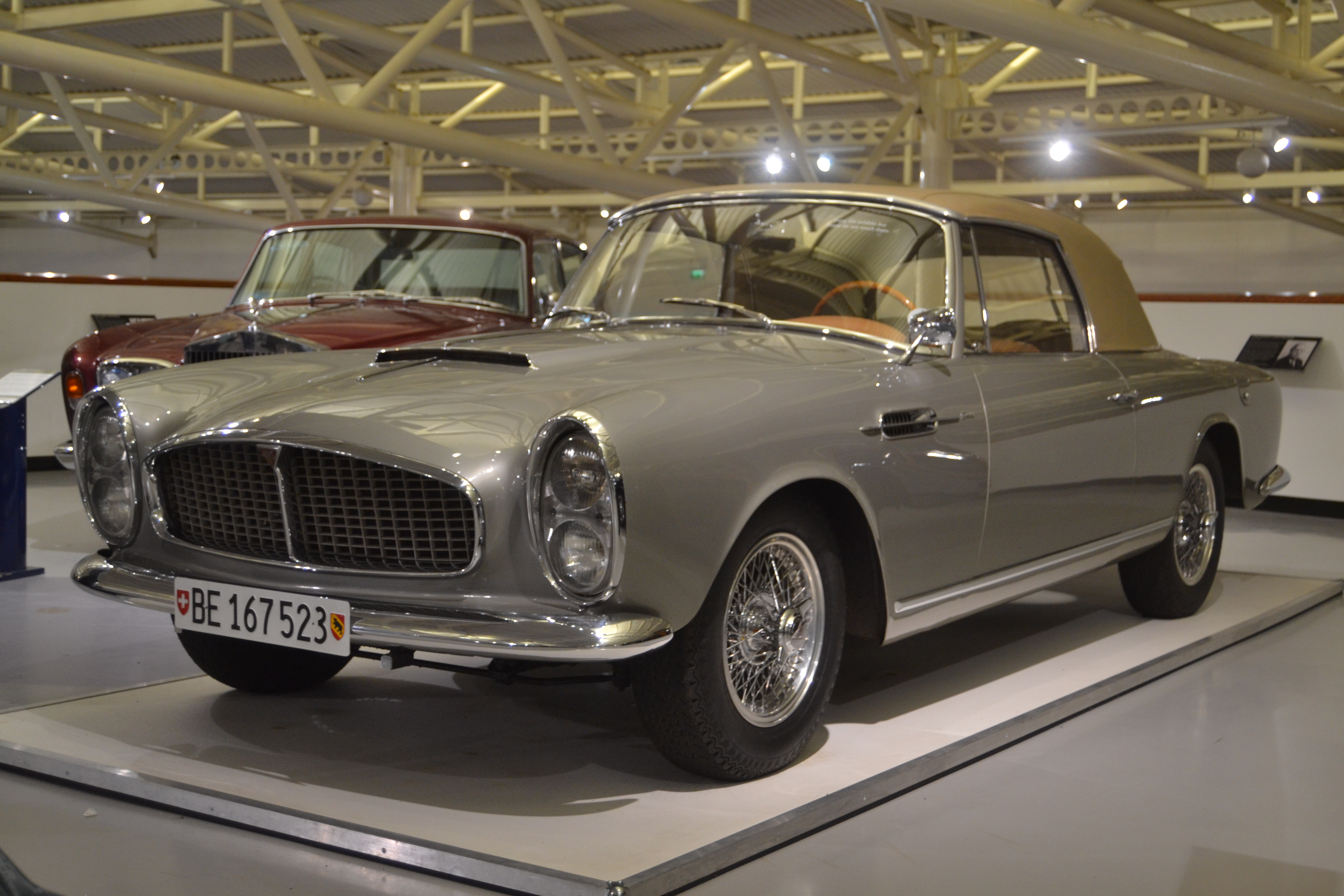
Sonderaufbau von Graber für den Alvis TE21

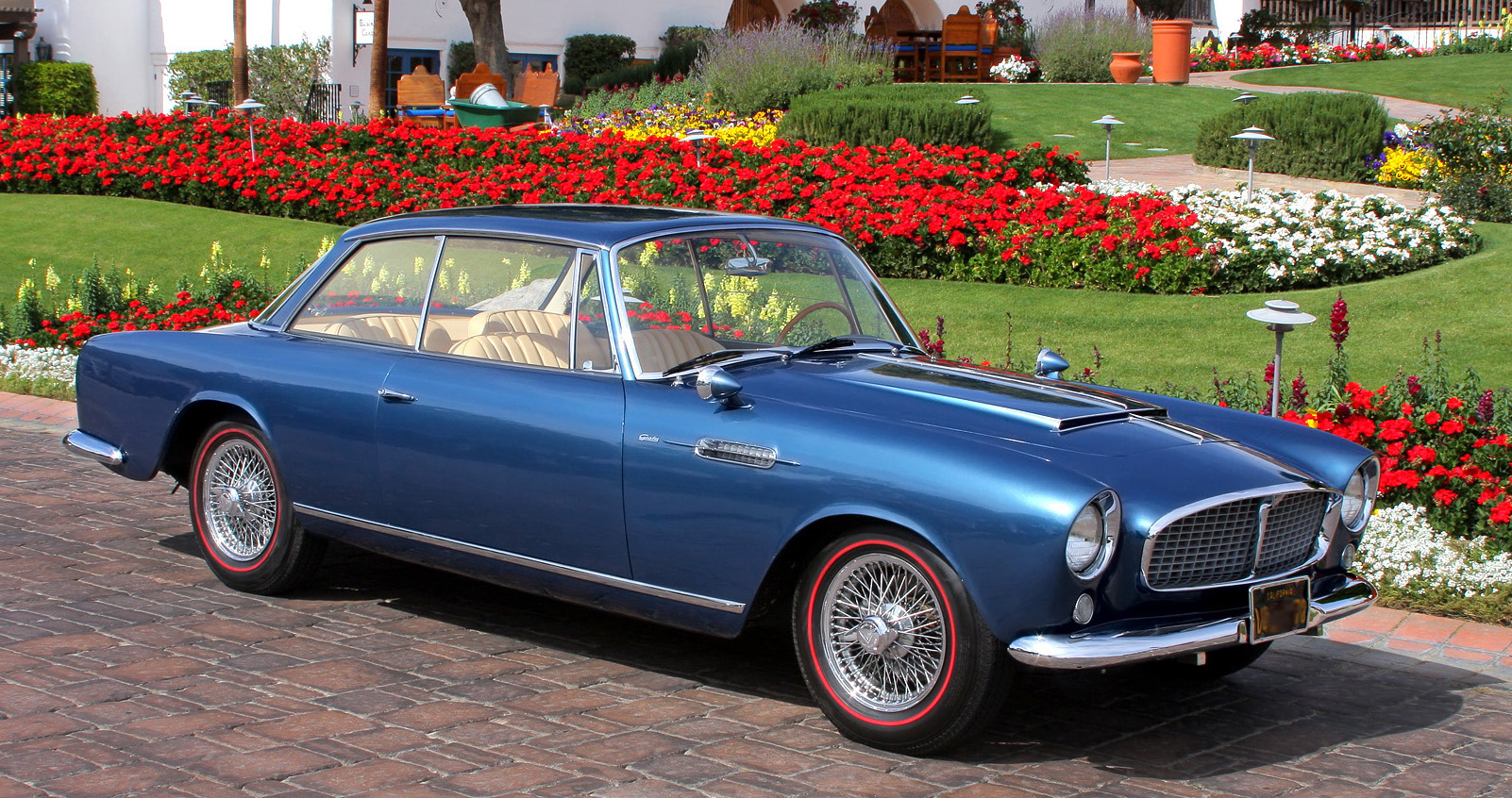
Ein Alvis TF 21 mit Graber-Karosserie

Die Carrosserie Graber geht auf eine Stellmacherei in Wichtrach zurück. 1925 übernahm Hermann Graber, der 1904 geborene Sohn des bisherigen Inhabers, den Betrieb und verlagerte die Tätigkeit schnell auf die Herstellung von Automobilkarosserien.
Bereits 1926 entstand das erste Fahrzeug mit Graber-Karosserie: ein zweisitziges Cabriolet auf der Basis eines Fiat 509. Zu dieser Zeit liess Graber ein Scharniersystem patentieren mit dem sich Fahrzeugtüren wahlweise nach links oder nach rechts öffnen ließen. Dementsprechend hatten diese Ausführungen auch zwei Türgriffe außen. 1929 gewann ein von Graber karossierter Panhard & Levassor 20 CV den Concours d’Elegance in St. Moritz. Dieser Erfolg trug zu Grabers europaweiter Bekanntheit bei. In den 1930er Jahren stellte das Unternehmen zahlreiche Sonderkarosserien für Fahrgestelle von Alfa Romeo, Bentley, Bugatti, Duesenberg und Packard her.
Nach dem Zweiten Weltkrieg konzentrierte sich Graber zunehmend auf britische Fahrgestelle. Zahlreiche Einzelstücke entstanden auf der Basis von Lagonda, Rolls-Royce und Rover; für Bentley entstanden insgesamt 35 Graber-Aufbauten, davon allein 12 für den Bentley Mark VI.
1948 übernahm Graber die Schweizer Generalvertretung der britischen Luxusmarke Alvis. Zwei Jahre später stellte Graber im Kundenauftrag erstmals eine eigene Karosserie für ein Alvis-Chassis her; ihr folgten zahlreiche weitere Einzelstücke auf Alvis-Basis.
In den 1950er-Jahren intensivierte sich die Verbindung von Graber und Alvis. Nachdem der langjährige Alvis-Designer G.T. Smith-Clarke das Unternehmen verlassen hatte, gestaltete Hermann Graber die Werkskarosserie des 1955 vorgestellten Alvis TC  108/G. Anfänglich entstanden die Werkskarosserien bei Willowbrook, später bei Park Ward bzw. Mulliner Park Ward in Lizenz. Einige Details wurden allerdings von Alvis bzw. den Karosserieherstellern überarbeitet. Alle Werkskarosserien der T-Serie bis hin zum letzten Modell, dem TF 21, folgten Grabers Entwürfen. Daneben stattete Graber weiterhin regelmäßig Alvis-Chassis im Kundenauftrag mit selbst entworfenen Sonderkarosserien aus, von denen jährlich weniger als zehn entstanden. Graber schuf dabei zweitürige Coupés – im englischen Sprachgebrauch Saloons –, Cabriolets und vier viertürige Limousinen, von denen drei noch existieren. Grabers Karosserien waren niedriger als die Werksaufbauten und hatten meist stärker geneigte A- und C-Säulen. Ein besonderes Merkmal von Grabers individuellen Entwürfen waren sehr dünne C-Säulen. Neben dem Aufbau überarbeitete Graber auf Wunsch auch das Fahrwerk der von ihm karossierten Autos.
Hermann Graber starb 1970. Mit seinem Tod endete die Produktion von Sonderaufbauten in Wichtrach. Insgesamt waren etwa 800 Fahrzeuge bei Graber entstanden. Das Unternehmen blieb als Karosseriereparaturbetrieb bestehen. Von 1980 bis 1996 war die Graber Sportgarage ein offizieller Ferrari-Importeur. 2001 wurde der Betrieb von einem bekannten Schweizer Oldtimer-Restaurator übernommen und nach Toffen verlagert.

## Galerie: Von Graber karossierte Fahrzeuge

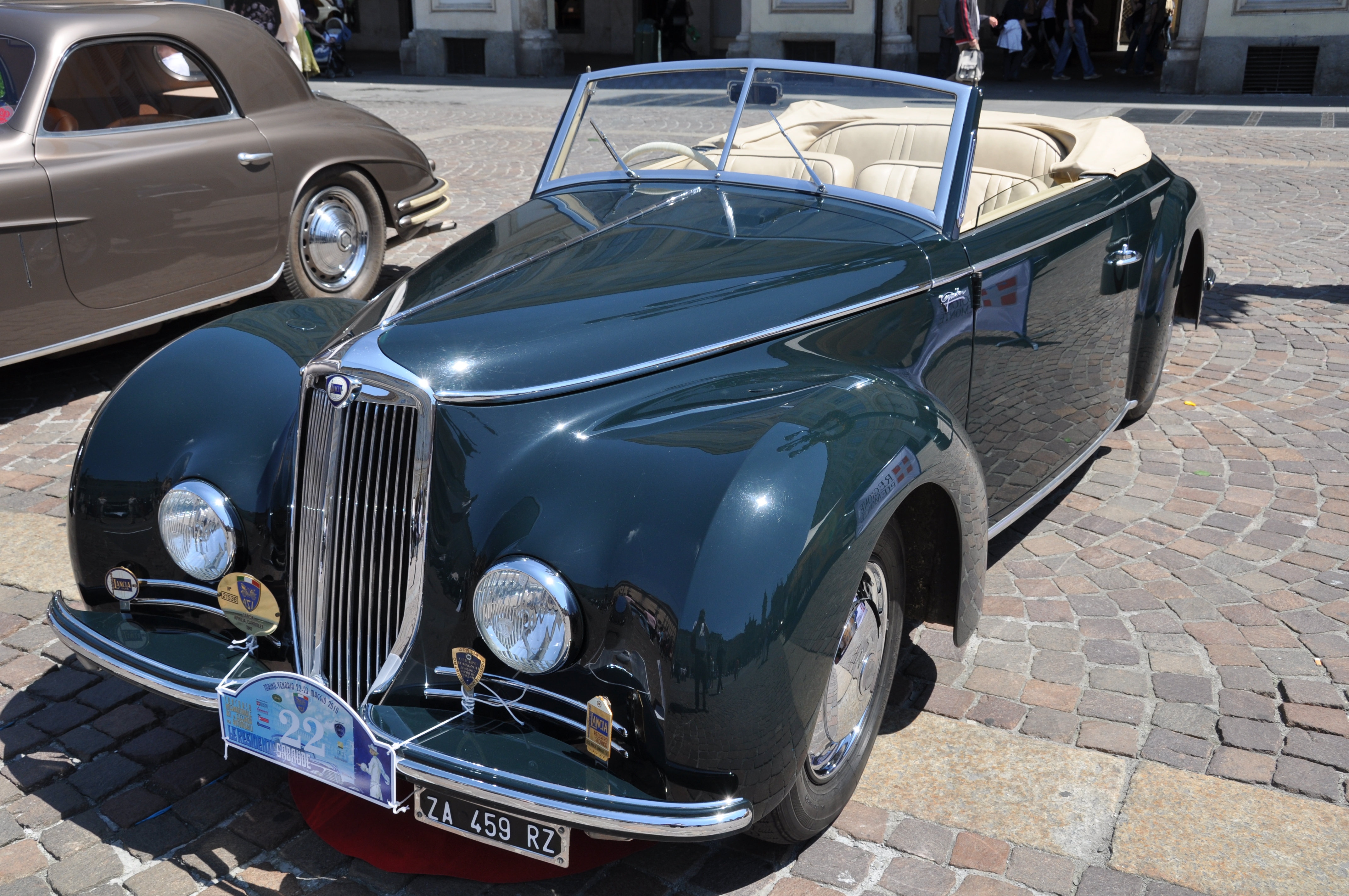
Ein von Graber karossierter Lancia Aprilia (1941)
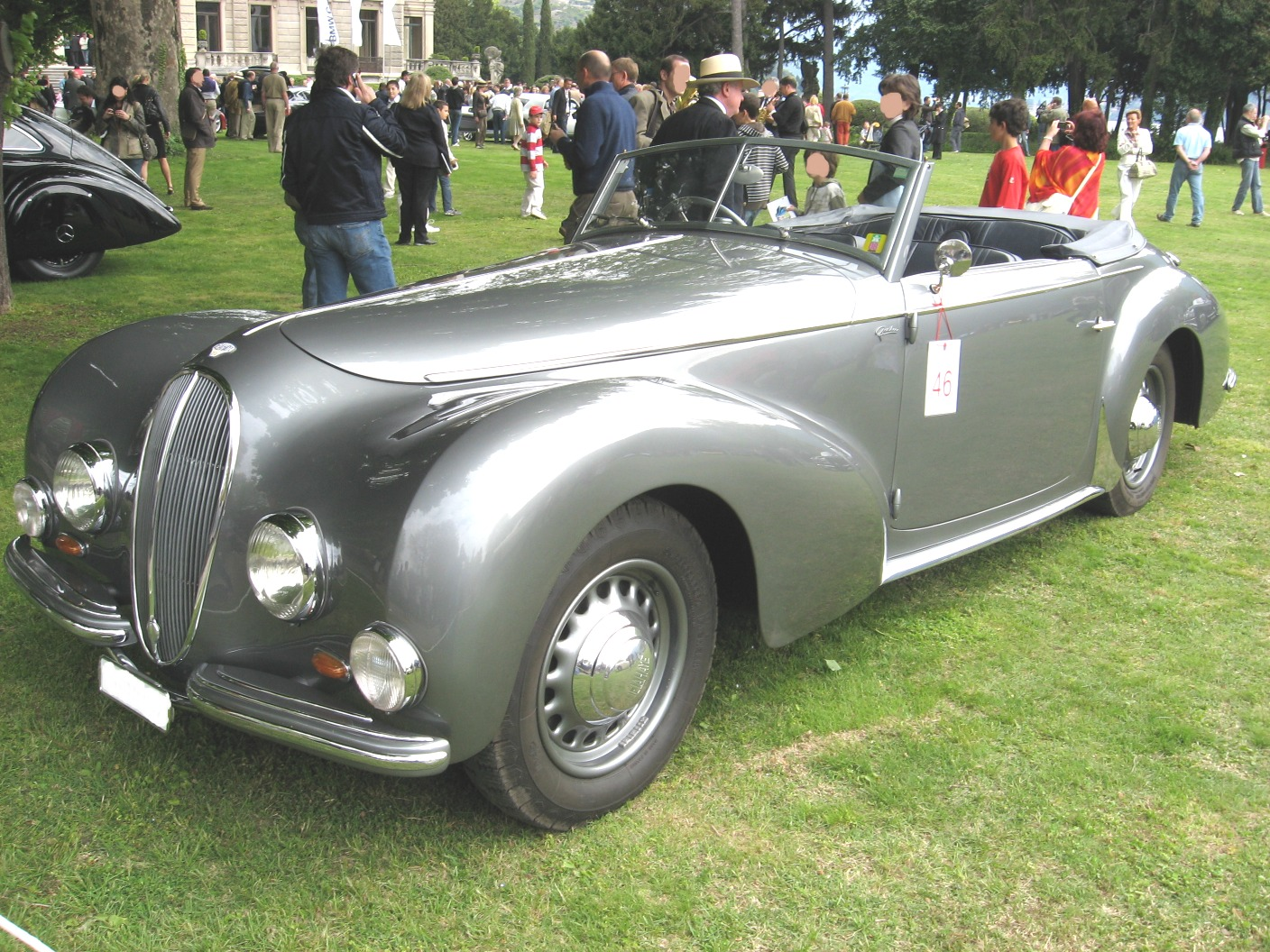
Ein Delahaye Type 135 M mit einer Cabriolet-Karosserie von Graber
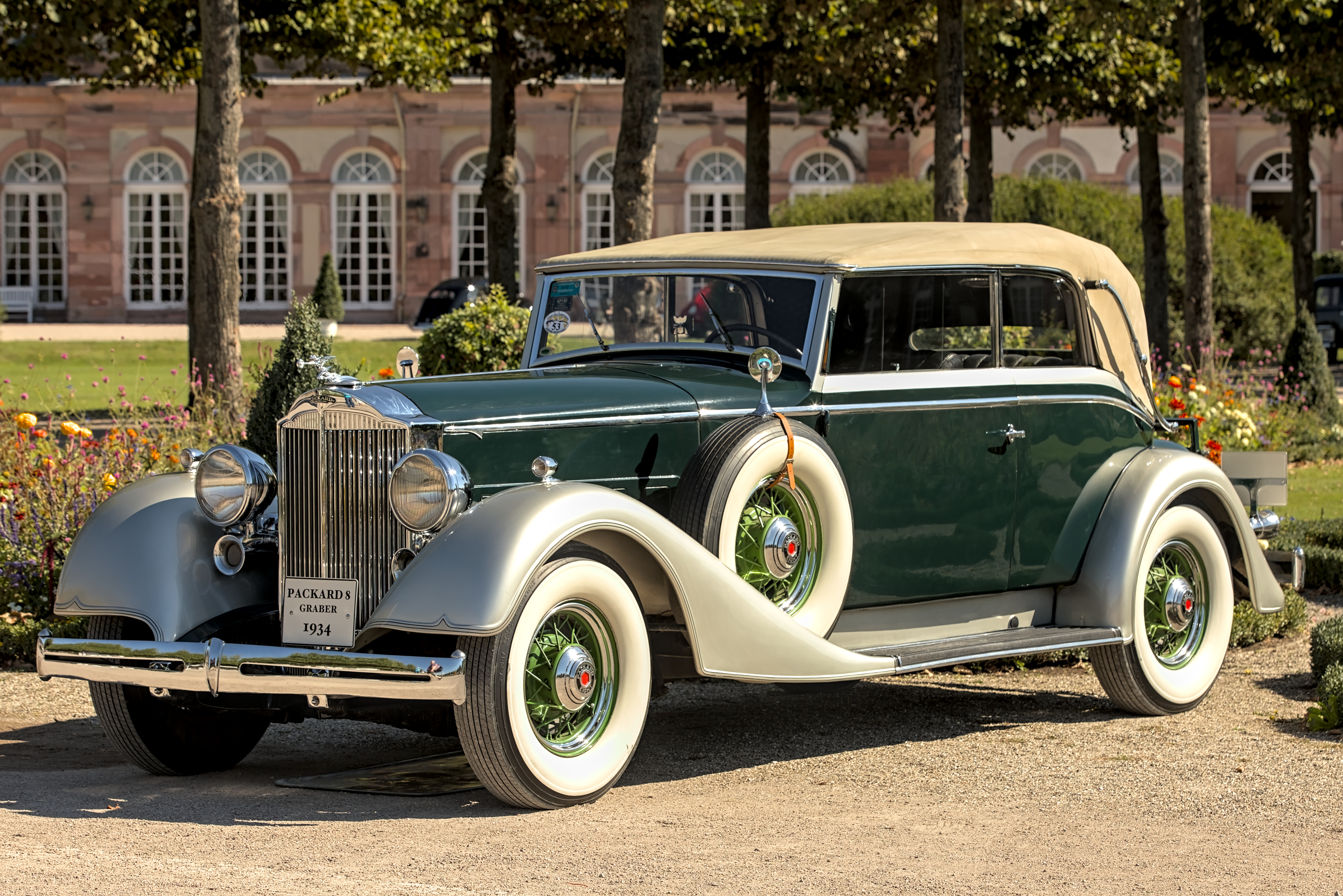
Packard 1101 Cabriolet Graber (1934)
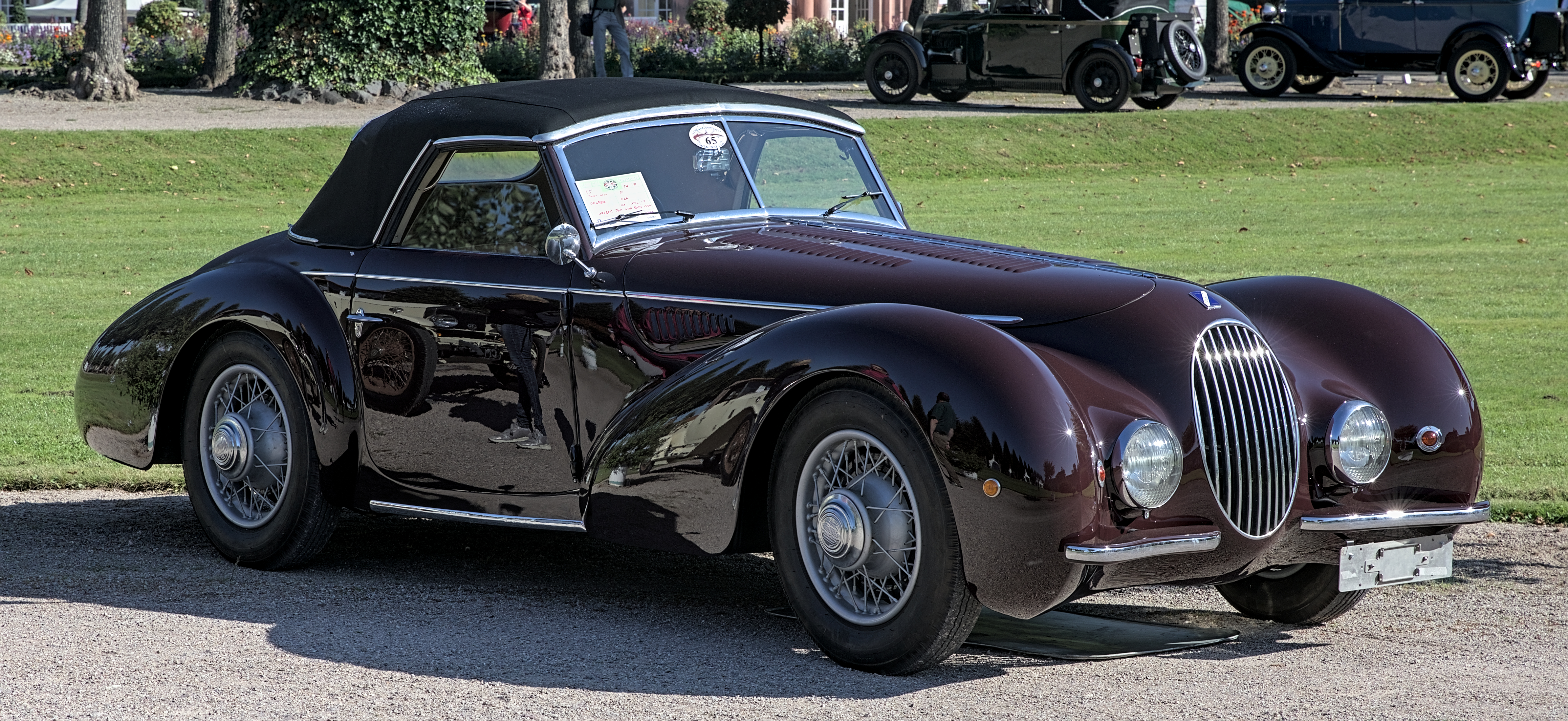
Talbot-Lago T 120 Cabriolet Graber (1936)
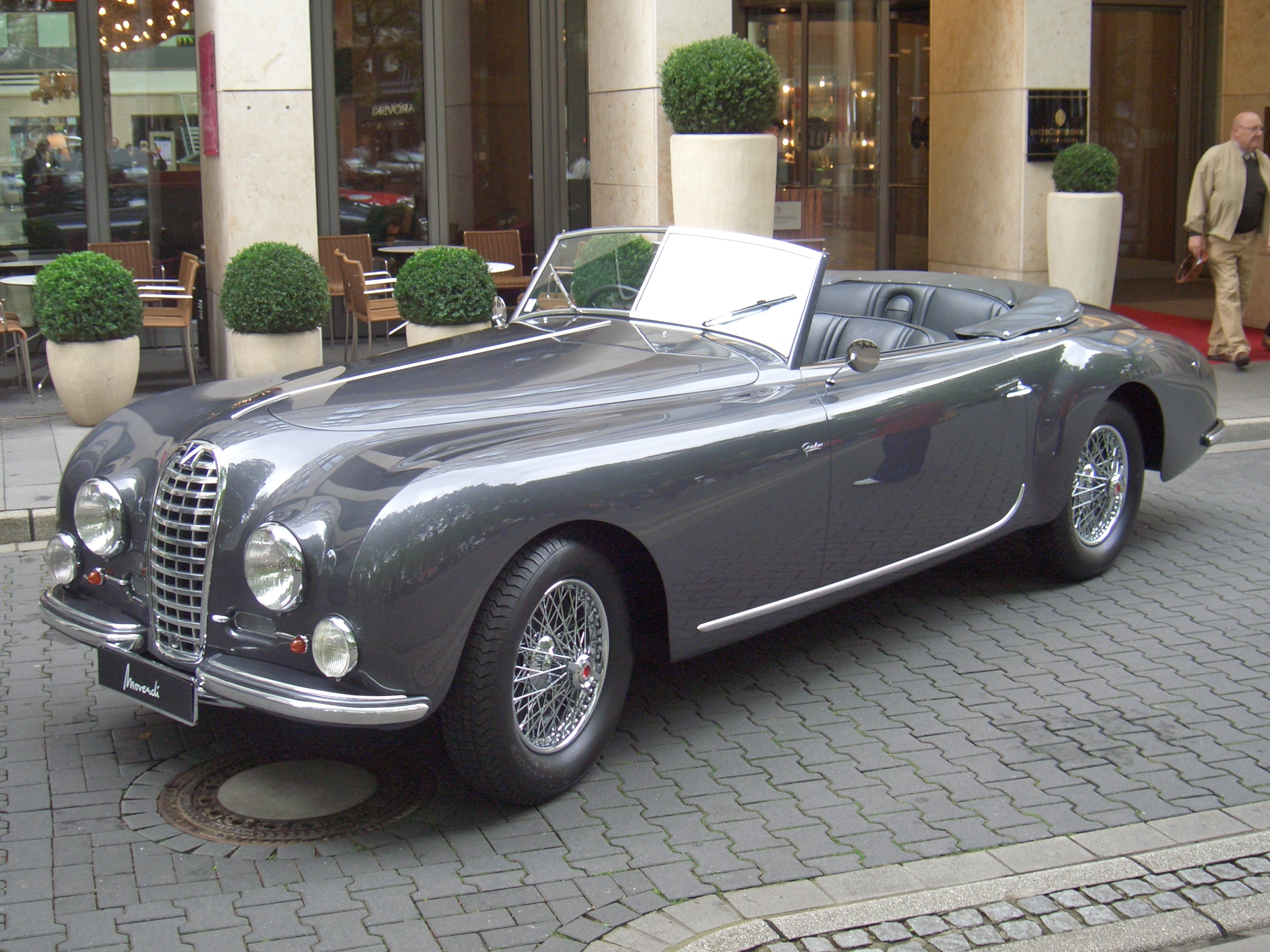
Talbot-Lago T 26 Cabriolet Graber (1952)
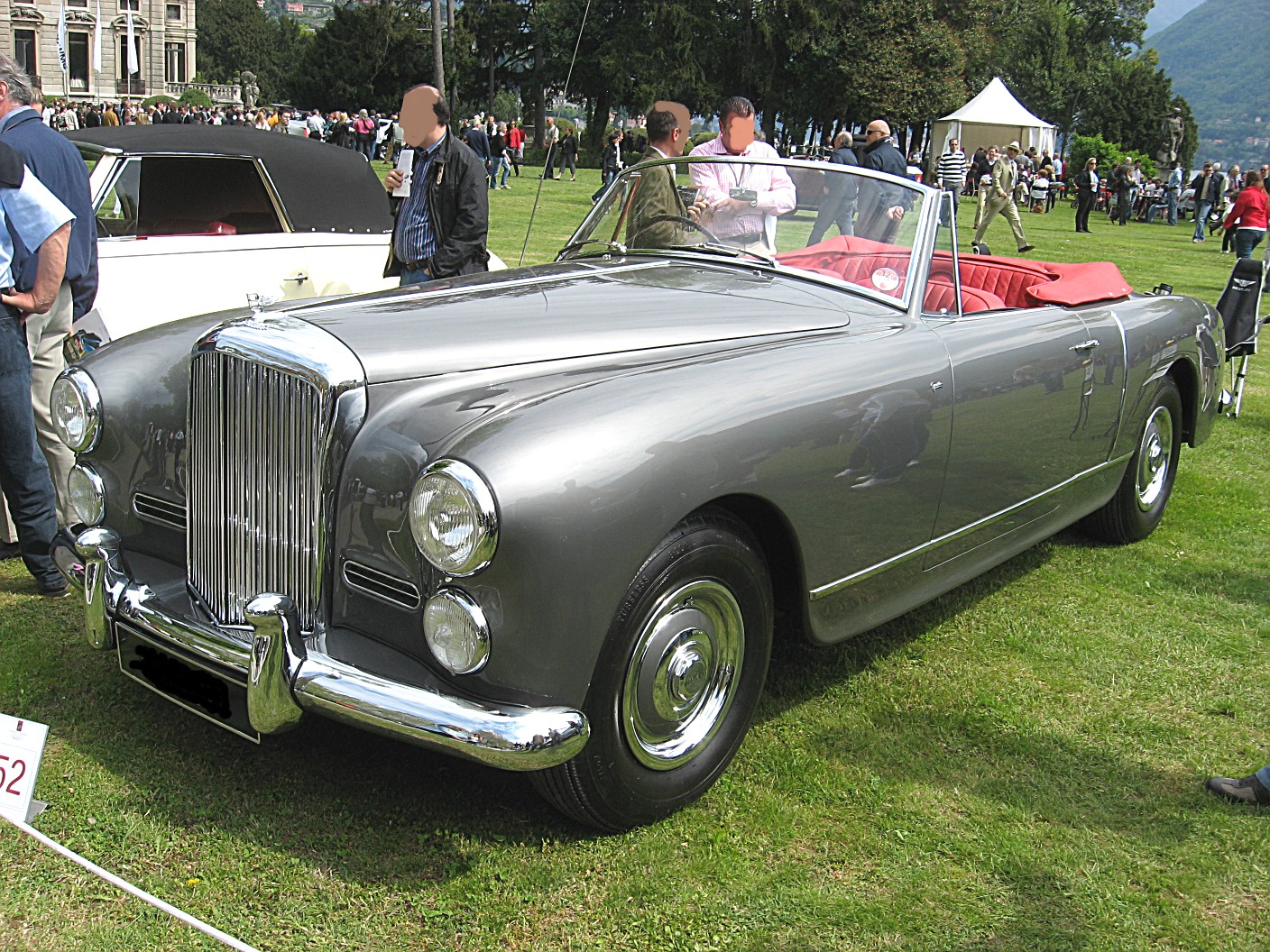
Ein Bentley S1 Cabriolet von Graber
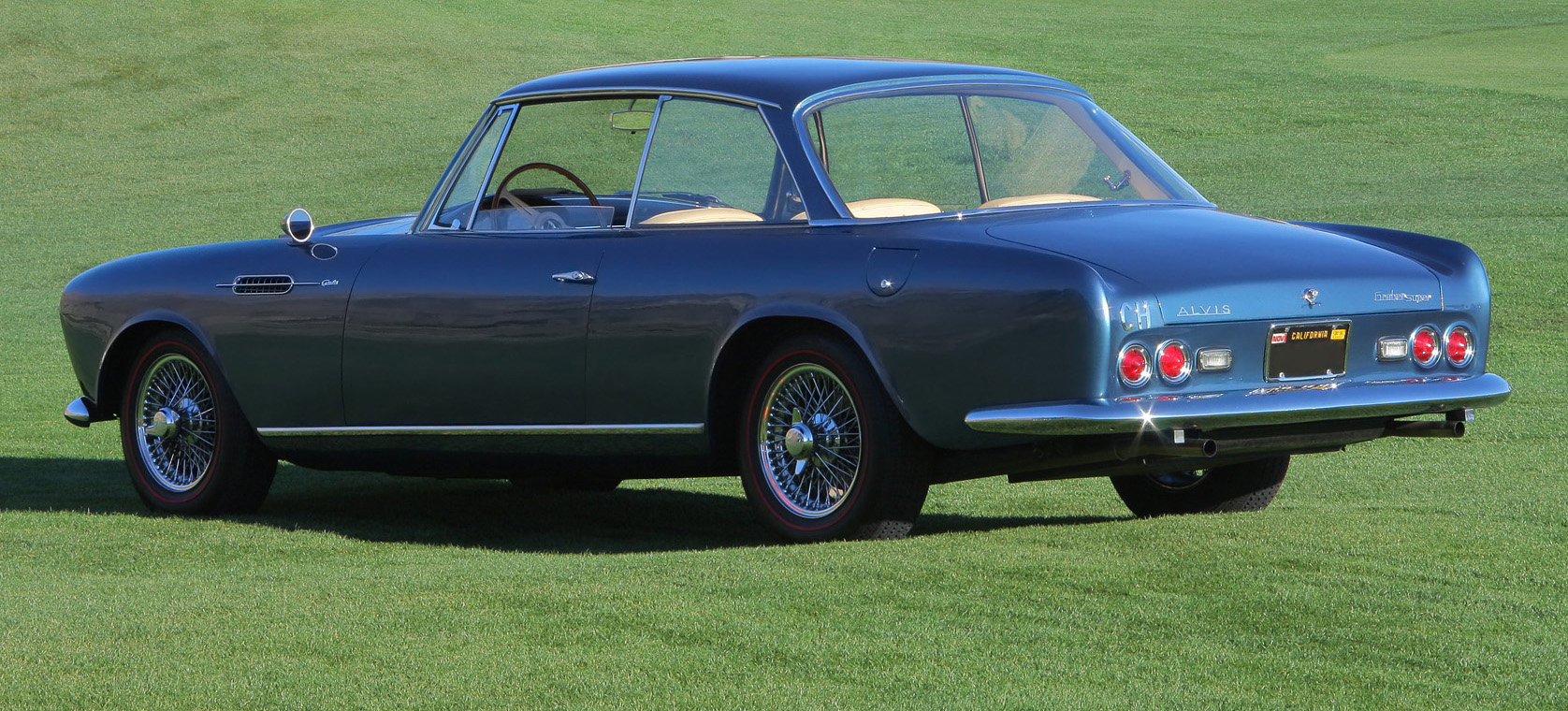
Die letzte Baureihe von Alvis Cars: Ein TF 21 von 1967 mit Coupé-Karosserie